# 透明口罩

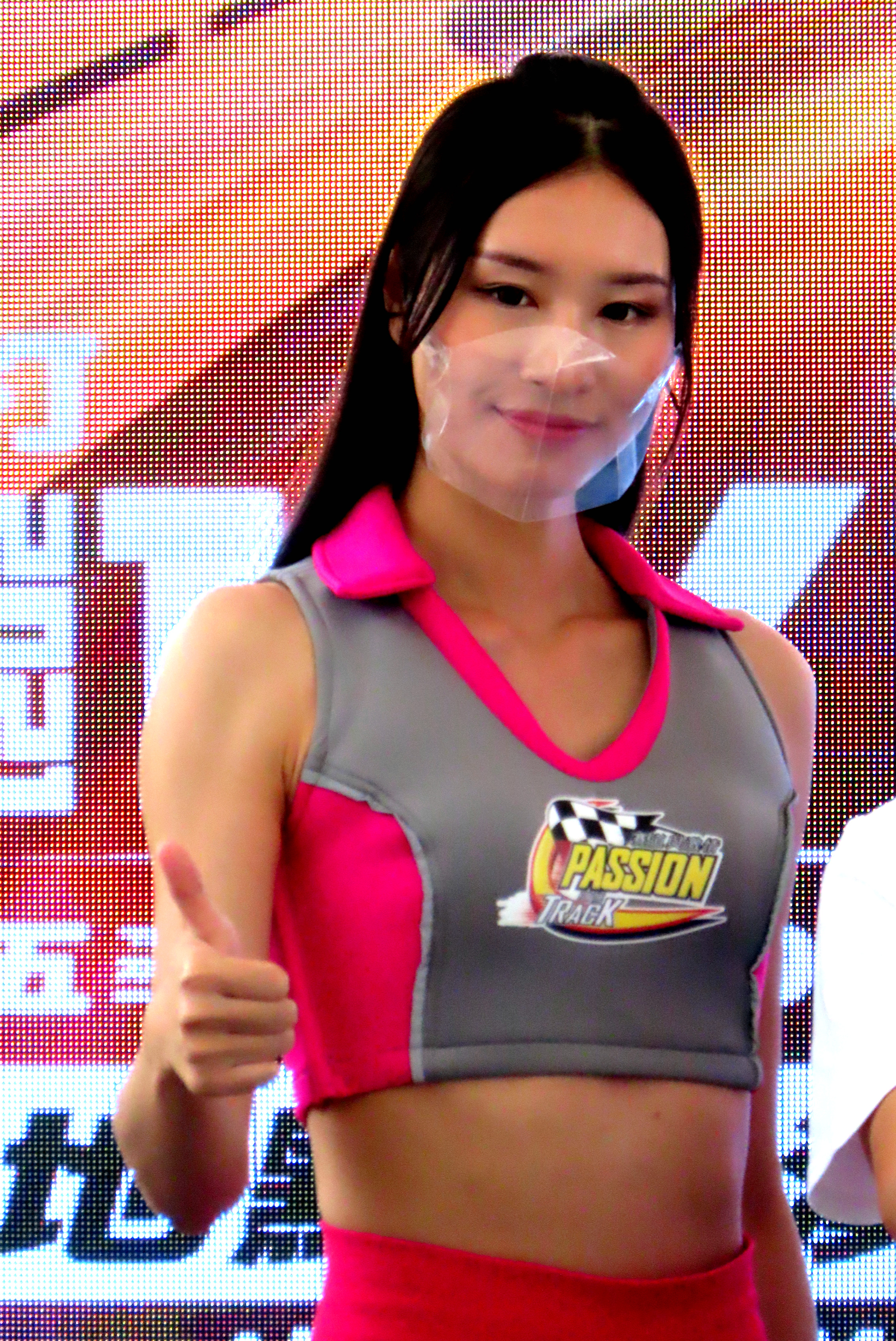
透明口罩

透明口罩，又稱為讀唇友善口罩，是一種特殊的口罩，與傳統口罩不同，它的外層材料部份是透明的，可以讓人看到佩戴者的嘴部和表情。

## 背景
大部分聾人及聽障人士在日常生活中，除了借助助聽器盡量聽清外，還需要透過讀唇、手語和表情進行溝通。然而，在新冠肺炎疫情期間，所有人都需要戴口罩，這對聽障人士來說造成了困難，傳統口罩阻礙了他們的讀唇，使得溝通變得更加困難。使用透明口罩可以解決這個溝通問題。
在香港，一些聾人因看不到別人說話的嘴形，在急診室等待了近七個小時。聾人機構「龍耳」創辦人邵日贊指出，在新冠肺炎疫情下，醫院對聾人支援不足，加上有傳統口罩的阻隔，令聾人接收訊息有困難，無法得知相關訊息。

## 推出透明口罩
福幼基金會與外科口罩生產商一同研發及生產透明口罩，希望解決聽障人士因為不能讀唇而造成的溝通障礙。該基金會指透明口罩是特別為聽障人士研發的，解決了傳統口罩完全遮蔽面部的問題，做到既透明又不失安全。
手語翻譯員馬芬燕表示戴上透明口罩後，可以給聾人更多信心，讓聾人感受到翻譯員很願意溝通。因為之前沒有透明口罩，有時手語翻譯員因為擔心聾人瞭解不到資訊，需要拉低口罩進行翻譯，這是不健康的。而戴上透明口罩的好處是，第一，表達誠意，讓聾人感受到翻譯員很想幫助他們；第二是他們表達一些需要時，透過看到手語翻譯員的嘴型和表情，從而得知手語翻譯員是否清楚瞭解他們，是否準確表達他們的要求和訴求。

## 外部連結
- 「讀唇友善」口罩 助聽障人士溝通交流 @ 2021卓越實踐在社福 （页面存档备份，存于）